# Кармело Абела
Кармело Абела (10 лютого 1972) — мальтійський політик. Діючий депутат від робочої сили. Був міністром внутрішніх справ та національної безпеки. Він також був заступником голови Палати представників Мальти. 8 червня 2017 р. він був призначений Міністром закордонних справ та сприяння торгівлі.

## Життєпис
Кармело Авела народився 10 лютого 1972 року на Мальті. Він виграв свої перші загальні вибори в 1996 році, коли він став членом парламенту Мальти 8 скликання. З тих пір він обирався на всіх наступних парламентських виборах у 1998, 2003, 2008 та 2013 роках.
6 березня 2003 року — був обраний депутатами спікером парламенту 10-го скликання, та був переобраний 5 жовтня 2008 року, звільнившись з посади спікера 5 липня 2010 року.
У 2010—2014 рр. — був урядовим представником в парламенті Мальти.
У грудні 2014 року він став міністром внутрішніх справ та національної безпеки. Як міністр внутрішніх справ, у січні 2017 року він заявив, що уряд «не планує» продовжувати мальтійське громадянство дітям, народженим на Мальті, з батьками-мігрантами.
8 червня 2017 року він був обраний Міністром закордонних справ та сприяння торгівлі.